# 免新礼
免新礼（めんしんれい）は、高麗の王禑の時代に始まった、新任官吏を対象とした着任に関する儀礼。免新または新来侵虐とも称される。

## 概説
新任官吏は着任に際し先任官吏に飲食、妓女による接待を行う必要があり、また理不尽な指示を受けることがあった。高麗末の王禑の時代になると権門世族の子息が一門の権勢を背景に任官されること（蔭叙）が一般的になると、先任官吏による既得権益と組織秩序の維持を目指し免新礼が始められ、李氏朝鮮に継承され、現在韓国で新人に対するいやがらせとも言える申告式の由来と看做されることもある。

## 免新礼の弊害
免新礼では新任官吏より賄賂を受けることをはじめ、「泥水で転がること」や「風呂の湯を飲むこと」、「動物の鳴き声を真似ること」、「面目を潰すこと」など理不尽な指示が出され、それに従わない場合は殴打を行うことがあった。新任官吏は免新礼により財産を失うばかりか、身体的被害を受ける場合もあり時によっては命を落とす者もいた。また免新礼を拒否すれば、登庁に支障を来たし、官庁内部での人間関係に大きな影響を及ぼす場合もあった。実際には明宗の時代の栗谷李珥は承文院における免新礼を拒否して辞職を余儀なくされている。行政組織内部に深刻な影響を及ぼすようになると朝鮮王朝内部でも免新礼を廃止すべく努力され、司憲府から免新礼を禁止するための上疏が提出されたが、実際に廃止されるには至らなかった。

## 許参礼
李氏朝鮮時代になると免新礼の前に許参礼（ホチャムネ、허참례。許参、許参宴とも）が設けられた。これは互いに向い合って対することを許諾するという意味がこめられ、新任官吏の傲慢さを防止するためのものとされた。許参礼より10日ほ経過した後に免新礼が行われ、これらの儀礼を終了して初めて先任官吏との同席が許された。